# Nicholas Serota
Nicholas Andrew Serota, (né le 27 avril 1946) est un historien de l'art et conservateur britannique, qui est directeur de la Tate de 1988 à 2017. Il est actuellement président du Arts Council England, poste qu'il occupe depuis février 2017 .
Serota est auparavant directeur du Museum of Modern Art, Oxford, et directeur de la Whitechapel Gallery, Londres, avant de devenir directeur de la Tate en 1988. Il est également président du jury du prix Turner.

## Jeunesse

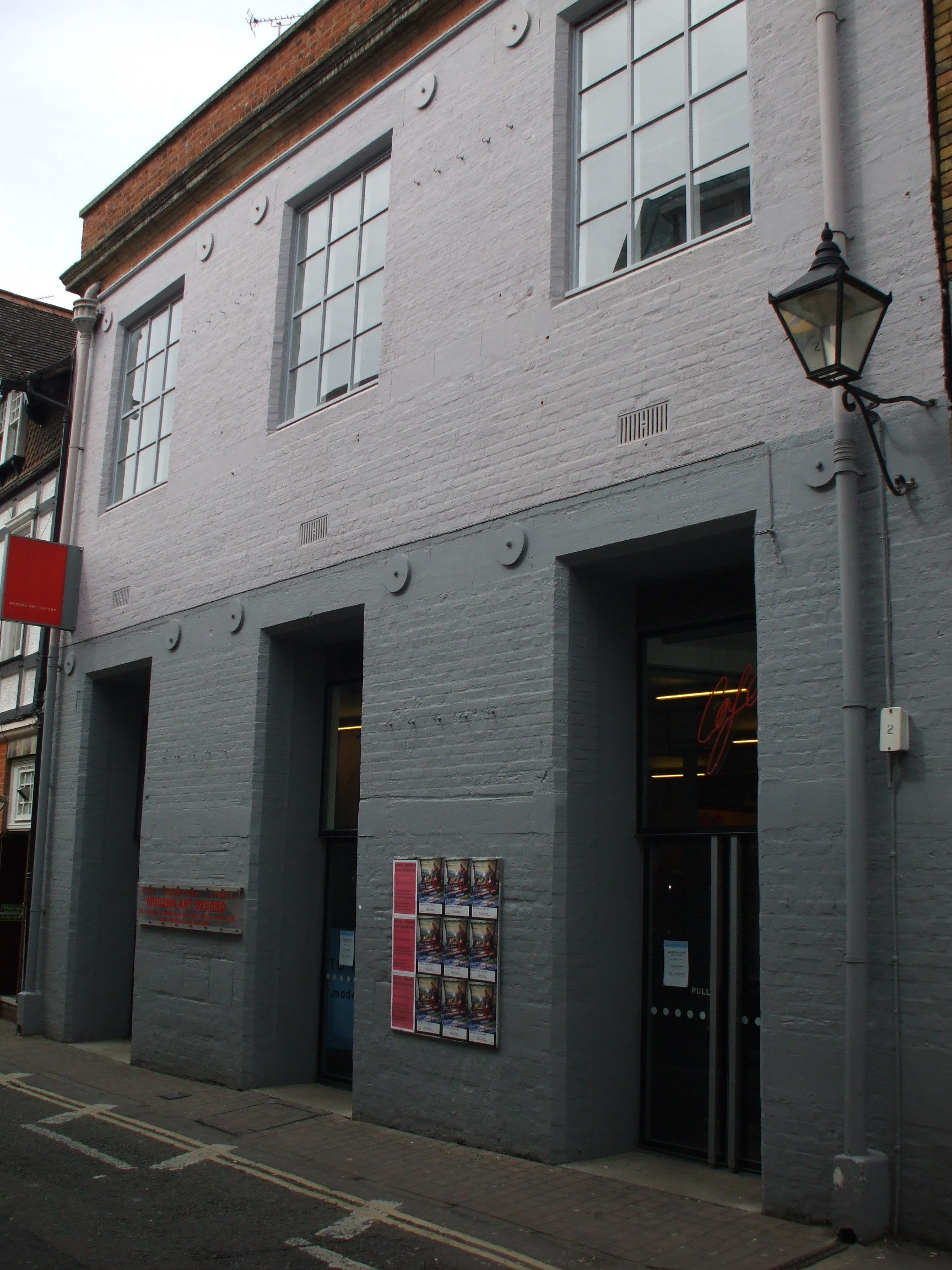
Modern Art Oxford.

Nicholas Serota est né et grandit à Hampstead, au nord de Londres, le fils unique de Stanley Serota et Beatrice Katz Serota. Son père est ingénieur civil et sa mère fonctionnaire, plus tard pair à vie travailliste et ministre de la Santé dans le gouvernement de Harold Wilson et Ombudsman du gouvernement local. Il a une sœur cadette, Judith. Serota fait ses études à l'école Aske des Haberdashers (où il est nommé capitaine d'école) et étudie ensuite l'économie au Christ's College, Cambridge, avant de passer à l'histoire de l'art. Il obtient une maîtrise au Courtauld Institute of Art, Université de Londres, sous la direction de Michael Kitson et Anita Brookner. Sa thèse porte sur le travail de Turner.
En 1969, Serota devient président de la nouvelle organisation Young Friends of the Tate avec un effectif de 750 membres. Ils reprennent un bâtiment à Pear Place, au sud de Waterloo Bridge, organisant des conférences et des cours de peinture le samedi pour les enfants de la région. Les Young Friends organisent leurs propres spectacles et demandent une subvention du Conseil des arts, mais sont invités à renoncer par le président et les administrateurs de la Tate, qui sont préoccupés par l'apparition d'un soutien officiel pour ces entreprises. Serota et son comité démissionnent, ce qui provoque la fin des Young Friends, dont le logement est repris pour les répétitions par le National Theatre.
En 1970, il rejoint le département des Arts visuels du Arts Council of Great Britain en tant que responsable régional des expositions. En 1973, il est nommé directeur du Museum d'art moderne d'Oxford, où il organise une première exposition d'œuvres de Joseph Beuys et noue une relation de travail avec Alexander "Sandy" Nairne, qui travaille avec Serota à divers points dans les années suivantes.

## Directeur de Whitechapel

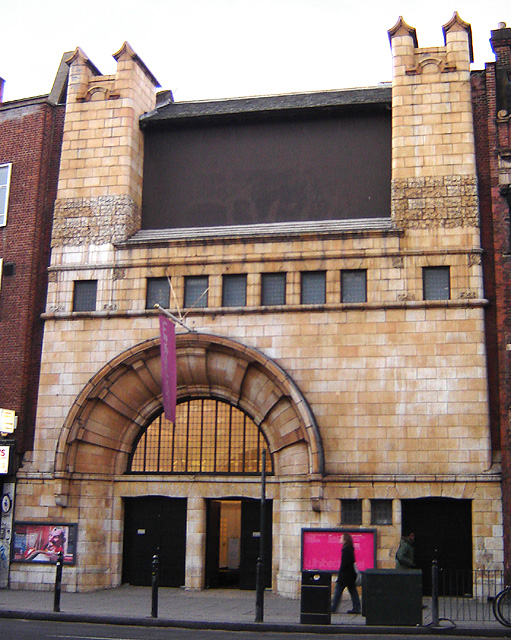
Galerie Whitechapel

En 1976, Serota est nommé directeur de la Whitechapel Gallery dans l'East End de Londres. Le Whitechapel est bien considéré mais souffre du manque de ressources. Serota réunit à la Whitechapel un personnel comprenant Jenni Lomax (plus tard directeur du Camden Arts Center), Mark Francis (plus tard de la Galerie Gagosian) et Sheena Wagstaff (plus tard conservateur en chef de la Tate Modern), et organise des expositions de Carl Andre, Eva Hesse et Gerhard Richter ainsi que les premières expositions d'artistes alors émergents tels qu'Antony Gormley.
En 1976, il est juge pour un concours artistique organisé par les brasseurs Trumans. En 1980, assisté d'Alexandre "Sandy" Nairne, il organise une exposition en deux parties de la sculpture britannique du XXe siècle. En 1981, il est commissaire de The New Spirit in Painting, avec Norman Rosenthal et Christos Joachimides pour la Royal Academy.
Les spectacles, où Serota est aidé par son administrateur Loveday Shewell, reçoivent souvent des critiques défavorables dans la presse, qui réagit avec une aversion inhabituelle pour l'art d'avant-garde contemporain. Serota reste donc quelque peu éloigné de l'establishment anglais, tout en développant une réputation croissante au niveau international dans le monde de l'art 
En 1984–1985, Serota ferme le Whitechapel pendant plus de 12 mois pour une rénovation complète. Une bande de terrain est acquise, ce qui permet la construction par les architectes Colquhoun et Miller d'une galerie au premier étage, un restaurant, une salle de conférence et d'autres salles. Bien qu'il ait reçu une large approbation, le programme est en déficit de 250 000 £. En 1987, Serota lève 1,4 million de livres sterling lors d'une vente aux enchères d'œuvres, dont il a demandé aux artistes de faire don, pour rembourser la dette et créer un fonds de dotation pour permettre de futures expositions d'œuvres, plus non conventionnelles, et donc peu susceptibles d'attirer un sponsor commercial.

## Directeur de la Tate

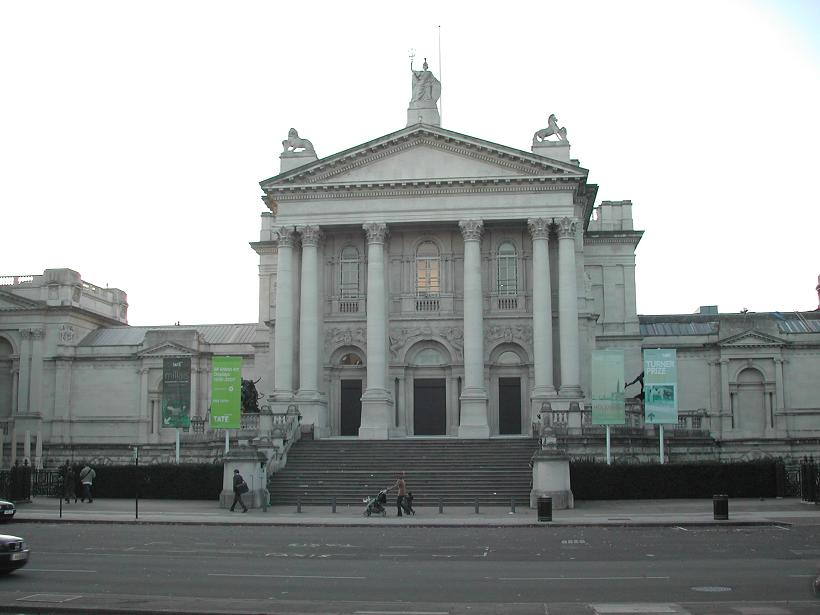
Tate Britain, anciennement la Tate Gallery

Les candidats présélectionnés pour le poste de directeur de la Tate, dont Norman Rosenthal (en) et Julian Spalding, sont invités à préparer un programme de sept ans pour la Tate. La soumission de Serota, imprimée sur deux faces du papier A4, est intitulée «Grasping the Nettle». Il analyse les différents domaines du travail de la Tate et propose de futurs stratagèmes pour faire face à la crise imminente causée par le soutien financier limité du gouvernement, l'évolution des attentes de la direction du secteur public et l'augmentation des prix du marché de l'art. Il voit de nombreux domaines des opérations de la Tate qui ont besoin d'être révisés et conclut que la galerie est aimée, mais pas assez respectée. Le président de la Tate, Richard Rogers considère que c'est de loin la meilleure proposition soumise 
La nouvelle de la nomination de Serota au poste de directeur de la Tate en 1988 est accueillie avec enthousiasme par Howard Hodgkin, qui écrit dans le Sunday Times : «Nick Serota a une énergie énorme et a démontré à la Whitechapel un formidable sens de la diplomatie. C'est un homme passionné et il est en effet assez inhabituel dans ce pays dans son engagement pour la peinture et la sculpture modernes. " 
En revanche, Peter Fuller fait une attaque cinglante dans le magazine Modern Painters, affirmant que Serota serait incapable, par son tempérament et ses capacités, de maintenir la collection historique de la Tate 

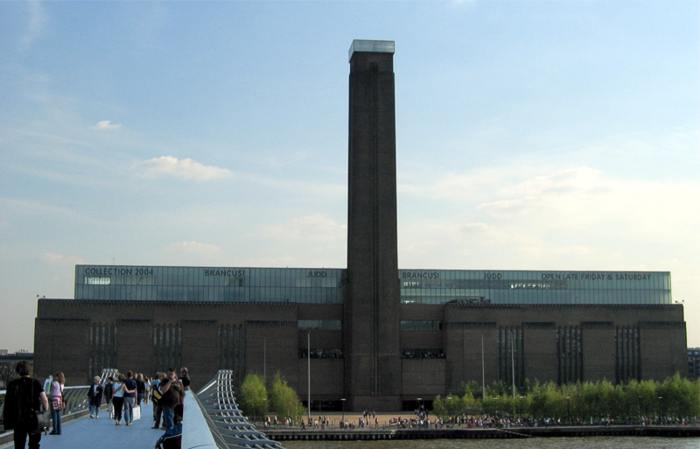
Tate Modern

L'expansion majeure de la Tate Gallery est considérée comme inévitable depuis deux décennies. En 1993, la création de la Loterie Nationale permet d'anticiper la disponibilité de financements publics importants pour une galerie agrandie.
En 1995, Tate reçoit 52 millions de livres sterling pour la conversion de l'ancienne centrale électrique de Bankside pour créer la Tate Modern. Le coût final est de 135 millions de livres sterling et Serota réussit à obtenir les fonds nécessaires pour combler le déficit auprès de diverses sources privées. La Tate Modern ouvre ses portes en mai 2000 et devient rapidement un incontournable touristique de Londres. En plus d'abriter de nouvelles œuvres reconnues de Louise Bourgeois et d'Anish Kapoor, la Galerie sert également de base à des expositions réussies de Donald Judd, Picasso, Matisse et Edward Hopper.
En 1998, Serota conçoit "Operation Cobalt", le retour secret de deux des tableaux de la Tate par JMW Turner qui ont été volés en 1994 alors qu'ils étaient prêtés à une galerie de Francfort. Les peintures sont récupérées en 2000 et 2002.
En septembre 2016, la Tate annonce que Serota quitterait ses fonctions de directeur en 2017 et qu'il deviendrait directeur de l'Arts Council England. Serota est remplacé par Maria Balshaw .

## Critiques
Serota est critiqué par Platform et Liberate Tate pour avoir initié un parrainage accru de la Tate de BP. Leurs revendications sont soutenues par 8 000 membres et visiteurs de la Tate, ainsi que par des artistes dont Conrad Atkinson. Interrogé sur le parrainage de BP lors de la marée noire de Deepwater Horizon, Serota répond : « Nous reconnaissons tous qu'ils ont un problème pour le moment, mais vous n'abandonnez pas vos amis parce qu'ils ont ce que nous considérons comme une difficulté temporaire ».
Le critique d'art Brian Sewell invente l'expression critique "la tendance Serota" pour faire référence au mouvement BritArt populaire des années 1990, favorisé par la Tate de Serota et des collectionneurs tels que Charles Saatchi.
Depuis sa formation en 1999, le groupe d'art Stuckist fait campagne contre Serota  qui est le sujet de la peinture satirique du cofondateur du groupe Charles Thomson, Sir Nicholas Serota Makes an Acquisitions Decision (2000), une «pièce signature» pour le mouvement. Serota est surnommé le "visiteur le moins probable" à l'exposition victorienne de The Stuckists Punk à la Walker Art Gallery en 2004  qui comprend un mur de travail faisant la satire de lui et de la Tate . En 2005, les Stuckists offrent 160 peintures de l'exposition Walker en don à la Tate. Serota écrit aux Stuckists, disant que le travail n'est pas de "qualité suffisante en termes d'accomplissement, d'innovation ou d'originalité de pensée pour justifier la conservation à perpétuité dans la collection nationale", et est accusé de "snober l'un des plus importants de la Grande-Bretagne".
En 2001, Stuart Pearson Wright , lauréat du BP Portrait Award de cette année-là, déclare que Serota devrait être limogé, en raison de son plaidoyer pour l'art conceptuel et de la négligence de la peinture figurative .
Serota est fait chevalier dans les honneurs du Nouvel An 1999  et nommé membre de l'Ordre des Compagnons d'honneur (CH) dans les honneurs d'anniversaire 2013 pour services à l'art.